# Mafalda (Italia)
Mafalda (R'paldë in dialetto mafaldese) è un comune italiano di 1 087 abitanti della provincia di Campobasso, in Molise. Si trova a cavallo dei Monti Frentani, presso il fiume Trigno.

## Origini del nome
Molti sono stati i nomi che hanno identificato l’odierna Mafalda nel corso dei secoli; le cause di tale alternanza sono individuabili nel susseguirsi di diversi dominatori, della cultura cui essi appartenevano e soprattutto nelle caratteristiche strettamente fisiche del territorio.
In epoca Angioina (1266-1442) la città era conosciuta come Trespaldum, denominazione che qualcuno sostiene sia derivante dalla lingua Osca e in seguito latinizzata, e che descriveva la conformazione del territorio (tre pianori).
Ulteriori evoluzioni videro il passaggio dalla denominazione di Ripa Alba, probabilmente dovuta alla colorazione chiara delle rocce di gesso, calcare ed arenaria visibili sui versanti del colle che ospitava l’antico insediamento cittadino, a quella di Ripalda, ancora oggi usata nel dialetto locale, con la variante Ripalda di Canzano nel periodo di appartenenza del feudo, nel corso del Settecento, ai Coppola, duchi appunto di Canzano.
Nel brevissimo periodo che va dal 1894 al 1903, per effetto di un Regio Decreto del sovrano Umberto I che faceva seguito a una deliberazione del Consiglio comunale dell’aprile 1894, la denominazione venne sostituita con quella di Ripalta sul Trigno.
Il nome attuale di Mafalda, acquisito con ulteriore decreto del 7 ottobre 1903, fu un omaggio alla famiglia reale: circa un anno prima, infatti, veniva alla luce la secondogenita del Re Vittorio Emanuele III, la Principessa Mafalda di Savoia. Il Consiglio comunale di Ripalta sul Trigno riunito in seduta straordinaria e presieduto dal sindaco pro tempore sig. Carile Cav. Felice, approvò all’unanimità il cambiamento del nome del paese per omaggiare la neonata erede di casa Savoia.

## Storia
Secondo illustri storici, i primi ad abitare queste terre furono i Pelasgi, aborigeni di origini oscure; in seguito si susseguirono, nel corso dei secoli, le alterne vicende di popoli che lasciarono di sé memorie interessanti, quali gli Osci e i Sanniti. Proprio dei Sanniti, ultimi ad occupare queste contrade, si hanno notizie precise grazie agli scritti dello storico e geografo greco Strabone. Degli Osci, invece, conserviamo tutt’oggi, nel nostro dialetto, un’importante eredità linguistica.
Il primo insediamento di un gruppo consistente di persone si fa risalire al periodo compreso tra l’XI e il XII secolo in corrispondenza del sito di Ripalda Vecchia (a pochi chilometri dall’attuale insediamento urbano); la prima menzione del centro sul Catalogus baronum è del XII secolo, con la proprietà di Roberto De Rocca per conto di Ugone di Attone. Il centro antico di Ripalda fu proprietà del ducato di Spoleto e poi della contea di Termoli, finché non fu istituito il Contado di Molise. Nel XIV secolo il centro fu restaurato con mura aragonesi, perché inabitato e a rischio crollo. Leggenda vuole che la distruzione e il conseguente abbandono dell’antico centro di "Ripalda Vecchia" intorno alla metà del XV secolo, siano avvenuti a causa di un’invasione di formiche ma le ricostruzioni storiche inducono a reinterpretare questa inquietante eventualità a favore di una più realistica ipotesi: nel dicembre del 1456 si verificò, infatti, un violentissimo terremoto nel centro-sud Italia che distrusse centinaia di paesi e provocò circa 40 000 morti. Il drammatico evento andò ad aggiungersi alle frequenti scorribande dei Saraceni che infestavano la costa e alla malaria portata dall'isalubrità dell'aria nei pressi delle coltivazioni di riso. Da queste vicende consegue lo spostamento dell’insediamento nella posizione che tutt'oggi occupa.
In età angioina il borgo fu feudo della famiglia D’Alitto di origine normanna. Non essendovi un documento che possa attestare l'epoca in cui questa famiglia fu titolare del luogo, si può solo supporre che essa ne fosse signora dalla seconda metà del secolo XIII alla prima metà del secolo successivo, ovvero nell’epoca di Carlo II e di Roberto D’Angiò. Nel 1457 Alfonso I d’Aragona concesse il feudo in decadenza e abbandono ad Andrea D'Evoli, signore feudale che seppe far rifiorire il paese anche chiamando gli slavi che fuggivano dalle invasioni turche a coltivarne i terreni inutilizzati; si ebbe, in questa fase, una notevole crescita demografica dovuto al notevole afflusso di "Schiavoni", testimonianza del fatto che anche Mafalda come San Felice, Montemitro, Acquaviva Collecroce, ha origini slave, nonostante abbia repentinamente perso il contatto con tali origini a differenza degli altri paesi elencati.
Il feudo di Ripalda, appartenuto come già detto a svariate famiglie di feudatari, venne acquistato da Alfonso Piscicelli nel 1637 dalla famiglia Caracciolo del ramo dei Celenza per poi essere nuovamente ceduto nel 1640 al principe di Santo Bono, Alfonso Caracciolo e passato in ultimo ai Coppola, duchi di Canzano verso la fine del Seicento; con l'eversione della feudalità il palazzo baronale, luogo di esercizio della giurisdizione che competeva al Signore di Ripalda, diventa proprietà dei signori Carile e infine degli eredi Juliani.

### Simboli
Lo stemma e il gonfalone sono stati concessi con decreto del presidente della Repubblica del 29 gennaio 1982.
Il gonfalone è un drappo troncato di bianco e di azzurro.

## Monumenti e luoghi d'interesse

### I resti della Domus rustica
Nonostante i primi rilievi di nuclei abitativi consistenti risalgano all'XI secolo, si suppone che il territorio di Mafalda abbia ospitato insediamenti minori già pressappoco tra il I e il II secolo. In particolare, i reperti rinvenuti in contrada Colle Trasole lasciano pensare che vi fosse edificata una villa i cui resti non sono ancora stati oggetto di adeguati studi per stabilirne il periodo storico di appartenenza.
Sembra, però, plausibile la scelta della zona di insediamento della villa colonica: il pianoro su cui sorgeva domina la vallata del Trigno e i terreni circostanti, di facile coltivazione perché pianeggianti, erano riforniti d'acqua tramite un sistema di condotte che sfruttava sorgenti situate più a monte; tracce inequivocabili di questo acquedotto sono state rinvenute: la condotta partiva dalla fonte di S. Valentino e arrivava alla Domus percorrendo un sistema di tubi in piombo protetti da coppi che ancora oggi affiorano lungo il percorso; determinante era anche la vicinanza al fiume Trigno, confine naturale tra il territorio dei sanniti e quello dei frentani, oltre che (allora molto più di oggi) fonte di risorse per la sua pescosità. Nel sito si riconoscono, inoltre, delle mura perimetrali e una stanza termale.
Nel secondo dopoguerra, nelle contrade circostanti, sono state rinvenute anche numerose tombe di epoca romana, alcune contenenti ampolle, lucerne e utensili da cucina, nonché segni di antiche battaglie. In un articolo di cronaca del maggio 1959 veniva descritto il ritrovamento di tali manufatti durante la realizzazione della strada Ripaltina ma, purtroppo, ne emergeva anche la scelleratezza di alcuni contadini che ha portato alla distruzione e alla perdita di molti reperti:
"Molti anni or sono durante i lavori di costruzione di una strada cantiere, venne alla luce il segno inequivocabile di lavori antichi e massicci, ai quali l'incomprensione imperante nelle nostre popolazioni per tutto ciò che non è attuale e vivo, riservava la più incosciente e brutale immediata dimenticanza; ed invece l'opera, gelosamente custodita dalla terra e scoperta in un solo tratto casualmente, venne sconvolta e i resti riaffidati alle viscere di questa terra che si è incaricata di conservare ancora celato quel segreto pur tanto importante. Cos'era? Un acquedotto? Una strada antica? Non lo si sa. Qualche corazza, alcune armi trovate per caso si sono dissolte, qualche scultura in pietra serve a qualche contadino a porvi sopra la botte."

### Ripalda Vecchia
I resti del primo insediamento cittadino risalenti ai secoli XI-XII, occupano la sommità di una collina a circa 400 m s.l.m. e distante pressappoco due chilometri dall'attuale centro di Mafalda.
Sono ben visibili tutt'oggi gli imponenti resti di una rocca con un'alta torre a pianta quadrata di cui restano la base e frammenti del corpo centrale; a sud-ovest, più a valle, si trova l'abitato medievale e le mura che cingevano le pendici meridionali. Nonostante alcuni reperti facciano suppore che il sito sia stato frequentato sin dalla Protostoria, il parere degli archeologi è che le emergenze murarie siano databili al basso medioevo.
Tutto fa supporre che quella costruita a Ripa Alba fu inizialmente una rocca di avvistamento voluta da Federico II di Svevia: sappiamo che fu egli l'ideatore e il realizzatore di quella rete di torri, rocche e castelli ancora oggi presenti lungo la costa adriatica e possiamo verosimilmente affermare che anche la rocca di Ripalda Vecchia sia assimilabile a tale rete di difesa e controllo dato che dal torrione la vista spaziava da Termoli, le isole Tremiti, il Gargano, il Tavoliere, il promontorio di Punta Penna, la Maiella e il Gran Sasso.
Dopo gli Svevi, furono signori di queste terre gli Angioini: la borgata con la rocca divenne quindi feudo della nobile famiglia D'Alitto; testimonianza di ciò il ritrovamento di un frammento di coccio recante il giglio angioino.
Anche nei pressi di questo sito è stato possibile reperire materiale ceramico, scorie di ferro e reperti faunistici oggetto di studio e databili tra l'XI e il XIV secolo. Forti supposizioni si hanno della presenza, all'altezza della rocca, di un più antico edificio di culto di cui è testimonianza il ritrovamento di un capitello smussato e adibito ad acquasantiera. Di particolare interesse è, inoltre, il ritrovamento sul sito di un accumulo di ossa che fanno pensare ai resti di una donna.

### Il Palazzo baronale
In pieno centro storico gode ancora di una certa appariscenza il Palazzo baronale, luogo di esercizio della giurisdizione di prima e di seconda istanza, sia civile che penale, del barone (o più in generale del signore) di Ripalda: da questo luogo di "amministrazione", il suo potere si estendeva alla mastrodattia, alle gabelle, al mulino, alla lavorazione dei terreni, ai pascoli, alle vigne.
Nonostante il feudo di Ripalda e il Palazzo siano passati di volta in volta nel corso dei secoli nelle mani di diversi signori feudatari (D'Alitto, D'Evoli, Piscicelli, Caracciolo, Coppola), si rileva l'esistenza di un unico documento, un apprezzo di circa 28.000 ducati presumibilmente compilato nella prima metà del Seicento al momento della vendita del feudo da parte della famiglia Caracciolo al Piscicelli, che elenca gli ambienti che componevano il palazzo e fornisce un quadro della vita al suo interno: "[…] un cortile interno, coverto e discoverto, le finestre tutte con inferriata, stalla per dodici cavalli ed altri animali, numerosi fondaci, cantine, gallinaro, dispense; vi è un salone, camere da letto, camino, comodità, una loggia posta su colonne di marmo, ponte rialzato, neviera. Il palazzo è privo di acqua, da attingere perciò alle fontane."
Nell'immaginario popolare, alimentato dalla perdita dei disegni originali, si sono fatte strada negli anni alcune fantasiose congetture sulla struttura architettonica del Palazzo: la presenza sul lato nord di un profondo pozzo con canale di scolo sul fondo ha fatto ipotizzare l'esistenza di una via di fuga, un passaggio segreto; si racconta inoltre che al centro di una stanza all'interno del Palazzo vi fosse un trabocchetto, una botola con alla base delle lance.

### I resti del monastero dei Paolotti
Dell'esistenza del monastero dei Paolotti non vi erano notizie certe ma solo voci che si tramandavano di generazione in generazione fino a quando, durante i lavori effettuati nell'area dell'attuale villa comunale nel 2009, non sono riaffiorati alcuni resti della struttura muraria, testimoniando così la veridicità delle voci al riguardo.
Assegnato in un primo momento ai Celestini o ai Benedettini, oggi si può dire con certezza che appartenesse ai Paolotti, ordine dei Minimi di San Francesco di Paola, santo calabrese. Il monastero fu eretto dai feudatari di Ripalda Cesare e Porzia Caracciolo tra l'inizio e la metà del XVII secolo e quasi certamente ha rappresentato una delle prime strutture abitative di Mafalda.
Con provvedimento pontificio di Innocenzo X, vennero soppressi nel Regno di Napoli molti conventi e, verosimilmente, tra questi anche quello di Ripalda che, dismesso e abbandonato, andò decadendo fino alla sua totale scomparsa alla fine dell'Ottocento.

### Chiesa di Sant'Andrea Apostolo
La chiesa era del XIII secolo, quando il terremoto del 1456 la distrusse. Restaurata in forme rinascimentali, fu costruita nuovamente in forme neoclassiche dopo il terremoto del 1805. La chiesa è a navata unica, con sculture barocche di Crecchiano Tonino di Santeusanio. Le porte sono di Lauterio di Montenero. L'altare è decorato da quattro tavole: Cena in Emmaus, Pellicano, Ruth, Giovani di Escol.
La facciata è in bugnato con un grosso finestrone a bifora. Il campanile è a torre.

## Manifestazioni
Le tradizioni di Mafalda sono legate in gran parte alle ricorrenze religiose. Ogni ricorrenza era (ed è) una buona occasione per festeggiare con canti popolari, balli, cibi e bevande.
Nel periodo invernale si parte dal Capodanno, passando per la Pasquetta (5 gennaio), Sant’Antonio Abate (17 gennaio) e San Sebastiano (20 gennaio), appuntamenti dal sapore antico che hanno lasciato una vasta eredità di canti popolari e religiosi che ancora oggi i giovani del paese sanno conservare.
Sempre in inverno, grande partecipazione ed interesse suscita la rappresentazione del Carnevale, da sempre attesa con entusiasmo dalla cittadinanza, grazie all’intrattenimento de “La Maschera in Piazza”, un gruppo di giovani che, sulle orme delle antiche tradizioni paesane, danno vita a delle “scenette” grottesche e comiche interpretate in dialetto mafaldese e accompagnate da musiche popolari.
Altri appuntamenti da ricordare sono le cosiddette Feste di Maggio in onore di San Nicola, della Madonna e di Santa Lucia con le caratteristiche processioni per le vie del paese.
Molto atteso è il giorno di Sant’Antonio di Padova (13 giugno), nel quale vengono allestiti carri addobbati con fiori, tessuti ricamati, coperte realizzate all’uncinetto. I carri sostano in ogni casa in cui risiede una persona di nome Antonio per intonare canzoni popolari dedicate al Santo di Padova; il tutto viene accompagnato da piccoli rinfreschi itineranti con dolci fatti in casa, salumi locali e vino offerti dal vicinato o dal padrone di casa. Per l'occasione le panetterie locali sfornano il tipico pane benedetto di Sant'Antonio.
In occasione della stagione estiva il Comune organizza un cartellone di eventi che, per la maggior parte, hanno luogo presso il parco Colle Renazzo che durante le sere d'estate diventa consueto luogo di ritrovo e di divertimento per i mafaldesi e per i tanti turisti che ripopolano il paese nella bella stagione. Immancabili sono la festa dell’Anziano (8 agosto) ed il Ferragosto Mafaldese – Festa dell’emigrante (15 agosto).
Il Patrono di Mafalda è San Valentino ed è festeggiato il 17 settembre. In occasione della festa Patronale si organizza una passeggiata enogastronomica intitolata “Pe Le Ruv d’ R'pald” attraverso il centro storico del Paese. Lungo la passeggiata si incontrano vari punti di ristoro, ognuno dei quali offre un pasto tipico e tradizionale accompagnato da vino locale.
Da ricordare, infine, la festa di Sant’Andrea, il 30 novembre. Per celebrare questa data viene organizzata una Fiera in due giorni distinti, il 27 ed il 30. La Fiera è un appuntamento che specialmente gli anziani aspettano con ansia perché ricorda loro i tempi in cui solo in tale occasione si potevano acquistare alcuni prodotti come pentolame, animali, semi di piante, etc. Viene, inoltre, organizzata la “Festa del Ringraziamento” dalla Coldiretti di comune accordo con la Parrocchia. Il senso di tale festa è quello di rendere grazie a Dio per il raccolto di tutto l’anno; proprio per sottolineare l’importanza di tale ringraziamento, la Santa Messa viene celebrata dal Parroco pro-tempore e dal Vescovo ed i mafaldesi offrono cibo (principalmente olio dato il periodo di raccolta delle olive) da donare in beneficenza.

## Società

### Evoluzione demografica
Abitanti censiti

## Amministrazione
Di seguito è presentata una tabella relativa alle amministrazioni che si sono succedute in questo comune.
| Periodo        | Periodo        | Primo cittadino   | Partito                           | Carica  | Note  |
| -------------- | -------------- | ----------------- | --------------------------------- | ------- | ----- |
| 1º giugno 1985 | 28 maggio 1990 | Leonardo Palena   | Partito Comunista Italiano        | Sindaco | [ 8 ] |
| 28 maggio 1990 | 24 aprile 1995 | Ermindo Valentini | -                                 | Sindaco | [ 8 ] |
| 24 aprile 1995 | 14 giugno 1999 | Antonio Matassa   | T. Pds                            | Sindaco | [ 8 ] |
| 14 giugno 1999 | 14 giugno 2004 | Egidio Riccioni   | Lista civica: Insieme per Mafalda | Sindaco | [ 8 ] |
| 14 giugno 2004 | 8 giugno 2009  | Nicola Valentini  | Lista civica: Intesa Democratica  | Sindaco | [ 8 ] |
| 8 giugno 2009  | 26 maggio 2014 | Egidio Riccioni   | Lista civica: Insieme per Mafalda | Sindaco | [ 8 ] |
| 26 maggio 2014 | 26 maggio 2019 | Egidio Riccioni   | Lista civica: Insieme per Mafalda | Sindaco | [ 8 ] |
| 27 maggio 2019 | 9 giugno 2024  | Giacomo Matassa   | Lista civica: Prima Mafalda       | Sindaco | [ 8 ] |
| 9 giugno 2024  | in carica      | Egidio Riccioni   | Lista civica: Insieme per Mafalda | Sindaco | [ 8 ] |